# جون مودي (صحفي)
جون مودي (بالإنجليزية: John Moody) هو صحفي أمريكي، ولد في 17 أكتوبر 1953.

## وصلات خارجية
- جون مودي على موقع إن إن دي بي (الإنجليزية)